# Saturday Blues (альбом Ширлі Гріффіта)
Saturday Blues: The Blues of Shirley Griffith — студійний альбом американського блюзового музиканта Ширлі Гріффіта, випущений лейблом Bluesville Records у 1964 році. Записаний у липні 1961 року в Індіанаполісі (Індіана).  

## Опис
Пісня «Meet Me in the Bottom» (також відома як «Great Godamighty» та «Boots and Shoes») була записана у 1930-х роках у різних варіаціях Бабл Бі Слімом і залишалась дуже популярною серед блюзових співаків в Індіанаполісі. «Take Me Back to Mama» — негритянська народна пісня, яку Ширлі вивчив в дитинстві у Джексоні. Іронічну пісню про жінок «Saturday Blues» Гріффіт вивчив у Ішмена Брейсі, який записав її у 1928 році на лейблі Victor Records. «Left Alone Blues» — ще один міссісіпський блюз Брейсі, який складається переважно з класичних блюзових рядків. «Big Road Blues» — є одним із найкращих блюзів, який Ширлі навчився у Томмі Джонсона. «Maggie Campbell Blues» — версія Томмі Джонсона відомої пісні «C.C. Rider» або «Easy Rider».

## Список композицій
Сторона «А»
1. «Meet Me in the Bottom»
2. «River Line Blues»
3. «Shirley's Jump» [інстр.]
4. «Take Me Back to Mama»
5. «Saturday Blues» (Ішмен Брейсі)
6. «Left Alone Blues» (Ішмен Брейсі)

Сторона «Б»
1. «Big Road Blues» (Томмі Джонсон)
2. «Bye Bye Blues» (Томмі Джонсон)
3. «Hard Pill to Swallow»
4. «Maggie Campbell Blues» (Томмі Джонсон)
5. «My Baby's Gone»

Записаний у липні 1961 року в Індіанаполісі (Індіана) інженерами Чаком Бейлі і Біллом Чеппелом.

## Учасники запису
- Ширлі Гріффіт — вокал, гітара

Технічний персонал
- Кеннет С. Голдстайн — продюсер
- Чак Бейлі — інженер звукозапису
- Білл Чеппел — інженер звукозапису
- Артур Розенбаум — текст до платівки

## Видання
| Країна | Дата | Лейбл              | Формат | Каталог   |
| ------ | ---- | ------------------ | ------ | --------- |
| США    | 1964 | Bluesville Records | LP     | BVLP 1087 |